# Taizé (Deux-Sèvres)
Taizé és un municipi francès situat al departament de Deux-Sèvres i a la regió de la Nova Aquitània. L'any 2007 tenia 751 habitants.

## Demografia

### Població
El 2007 la població de fet de Taizé era de 751 persones. Hi havia 281 famílies de les quals 53 eren unipersonals (37 homes vivint sols i 16 dones vivint soles), 122 parelles sense fills, 102 parelles amb fills i 4 famílies monoparentals amb fills.
La població ha evolucionat segons el següent gràfic:
Habitants censats

### Habitatges
El 2007 hi havia 360 habitatges, 292 eren l'habitatge principal de la família, 41 eren segones residències i 27 estaven desocupats. 357 eren cases i 1 era un apartament. Dels 292 habitatges principals, 260 estaven ocupats pels seus propietaris, 26 estaven llogats i ocupats pels llogaters i 6 estaven cedits a títol gratuït; 2 tenien una cambra, 13 en tenien dues, 15 en tenien tres, 67 en tenien quatre i 195 en tenien cinc o més. 212 habitatges disposaven pel capbaix d'una plaça de pàrquing. A 101 habitatges hi havia un automòbil i a 167 n'hi havia dos o més.

### Piràmide de població
La piràmide de població per edats i sexe el 2009 era:
| Homes | Edats   | Dones |
| ----- | ------- | ----- |
| 0     | 95 o +  | 0     |
| 4     | 90 a 94 | 0     |
| 0     | 85 a 89 | 8     |
| 0     | 80 a 84 | 8     |
| 8     | 75 a 79 | 12    |
| 20    | 70 a 74 | 28    |
| 16    | 65 a 69 | 24    |
| 8     | 60 a 64 | 4     |
| 8     | 55 a 59 | 16    |
| 20    | 50 a 54 | 20    |
| 48    | 45 a 49 | 24    |
| 44    | 40 a 44 | 28    |
| 36    | 35 a 39 | 40    |
| 16    | 30 a 34 | 32    |
| 8     | 25 a 29 | 12    |
| 20    | 20 a 24 | 12    |
| 12    | 15 a 19 | 48    |
| 32    | 10 a 14 | 40    |
| 16    | 5 a 9   | 32    |
| 8     | 0 a 4   | 12    |

## Economia
El 2007 la població en edat de treballar era de 478 persones, 364 eren actives i 114 eren inactives. De les 364 persones actives 331 estaven ocupades (180 homes i 151 dones) i 32 estaven aturades (14 homes i 18 dones). De les 114 persones inactives 26 estaven jubilades, 43 estaven estudiant i 45 estaven classificades com a «altres inactius».

### Ingressos
El 2009 a Taizé hi havia 308 unitats fiscals que integraven 783,5 persones, la mediana anual d'ingressos fiscals per persona era de 17.593 €.

### Activitats econòmiques
Dels 15 establiments que hi havia el 2007, 3 eren d'empreses de construcció, 6 d'empreses de comerç i reparació d'automòbils, 1 d'una empresa de transport, 1 d'una empresa d'hostatgeria i restauració, 2 d'empreses financeres i 2 d'empreses classificades com a «altres activitats de serveis».
Dels 3 establiments de servei als particulars que hi havia el 2009, 1 era un taller de reparació d'automòbils i de material agrícola, 1 paleta i 1 restaurant.
L'únic establiment comercial que hi havia el 2009 era una botiga de menys de 120 m².
L'any 2000 a Taizé hi havia 32 explotacions agrícoles que ocupaven un total de 3.410 hectàrees.

## Equipaments sanitaris i escolars
El 2009 hi havia una escola elemental integrada dins d'un grup escolar amb les comunes properes formant una escola dispersa.

## Poblacions més properes
El següent diagrama mostra les poblacions més properes.